# Annie M. G. Schmidt
Anna Maria Geertruida "Annie" Schmidt (Kapelle, 20 de maio de 1911 –  Amsterdã, 21 de maio de 1995) foi uma escritora holandesa. Ela é chamada de "mãe da canção teatral " e de "rainha da literatura infantil holandesa",  e considerada uma das maiores escritoras do país. Uma última homenagem foi estendida a ela, postumamente, em 2007, quando um grupo de historiadores holandeses  compilou o "Cânone da História holandesa" e incluiu Schmidt, ao lado de ícones nacionais, como Vincent van Gogh e Anne Frank.
Embora Schmidt tenha escrito poesias, músicas, livros, peças, musicais e programas de rádio e televisão para adultos, ela é mais conhecida por seus livros infantis.Um de seus trabalhos para crianças mais conhecido é a série Jip e Janneke. Muitos de seus livros, tais como Pluk van de Petteflet, foram ilustrados por Fiep Westendorp.
Schmidt recebeu a Medalha Hans Christian Andersen em 1988 por sua contribuição duradoura para a literatura para crianças. O prêmio bienal,concedido pela Internacional Board on Books for Young People é o mais alto reconhecimento para um escritor ou ilustrador de livros infantis.
No momento de sua morte, em 1995 (de insuficiência cardíaca causada por eutanásia), ela foi um ícone no mundo literário holandês , e até mesmo sua morte—pacífica, na companhia de amigos e família-continua a ser referenciada na mídia holandesa e desempenhou um papel importante nas discussões sobre a eutanásia.

## Primeiros anos
Anna Maria Geertruida "Annie" Schmidt nasceu em 20 de Maio de 1911, em Kapelle, Zelândia, na Holanda. Ela era filha do ministro da Igreja Reformada holandesa Johannes Daniel Schmidt (1871-1951) e da professora Geertruida Maria Bouhuijs. Ela tinha um irmão mais velho,  Wim e duas irmãs mais velhas também chamadas Anna M. G., que morreram jovens, e antes de ela nascer. Ela era chamada de "Zus (irmã)"  por sua família.
Ela era uma criança solitária, que encontrou uma fuga em escrever poesia e ficção, mesmo tendo recebido uma nota 2 (em uma escala de 1 a 10) na aula de holandês — ela viria mais tarde a se gabar sobre o boletim escolar. Sua mãe incentivou-a  a enviar alguns de seus poemas para Willem Kloos.

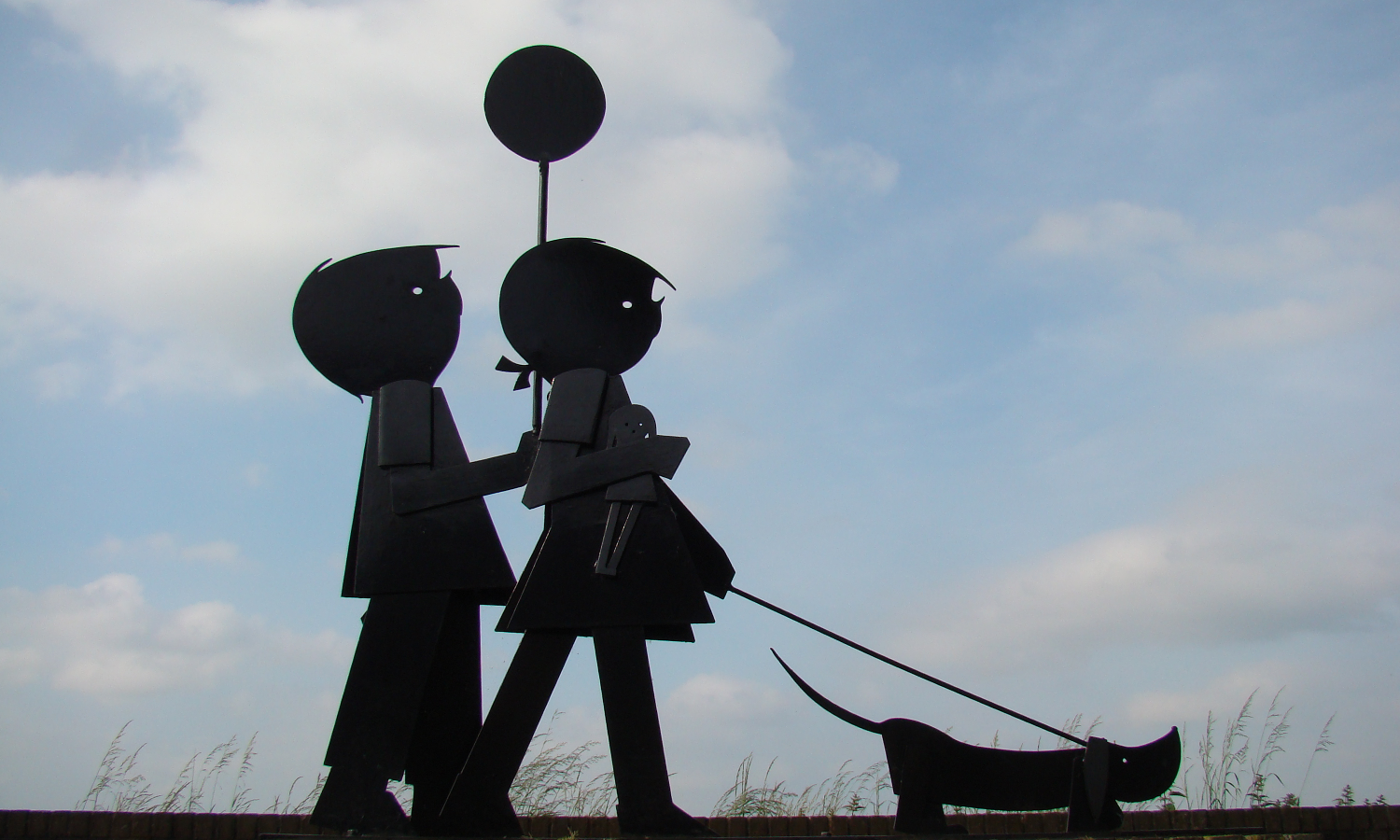
Escultura de Jip e Janneke em Zaltbommel, Países Baixos

Após completar o ensino secundário em Goes e trabalhar como au pair na Alemanha, ela estudou para trabalhar como bibliotecária, profissão que exerceu até 1946.

## Carreira
Em 1947, ela iniciou seus anos de escrita profissional ao escrever para o jornal Het Parool, em Amsterdã e logo começou a escrever canções e sketches para cantores-humoristas de cabaré holandês como Wim Sonneveld e Wim Kan. Sua carreira literária começou no início da década de 1950, e incluiu música e dramaturgia para teatro,roteiros para programas de  rádio e televisão, colunas de jornais e livros para crianças.
Sua série de livros infantis Jip en Janneke foi escrita enquanto trabalhava em Amsterdã no Het Parool. Jip e Janneke são duas crianças que moram lado a lado e se envolvem em aventuras curtas e independentes a cada semana (aparentemente, algumas histórias foram baseadas em aventuras reais envolvendo o filho de Schmidt, Flip, e a vizinha). As histórias foram ilustradas por Fiep Westendorp. O primeiro livro foi publicado em 13 de setembro de 1952, e o último em 7 de setembro de 1957; um total de oito coleções de livros foram publicadas entre 1953 e 1960
Seu último livro, Wat Ik Nog, um livro de memórias de infância, apareceu em 1992. Ela recorreu à eutanásia um dia depois de seu 84º aniversário (com uma combinação de comprimidos e álcool) e foi enterrada em Amsterdã.

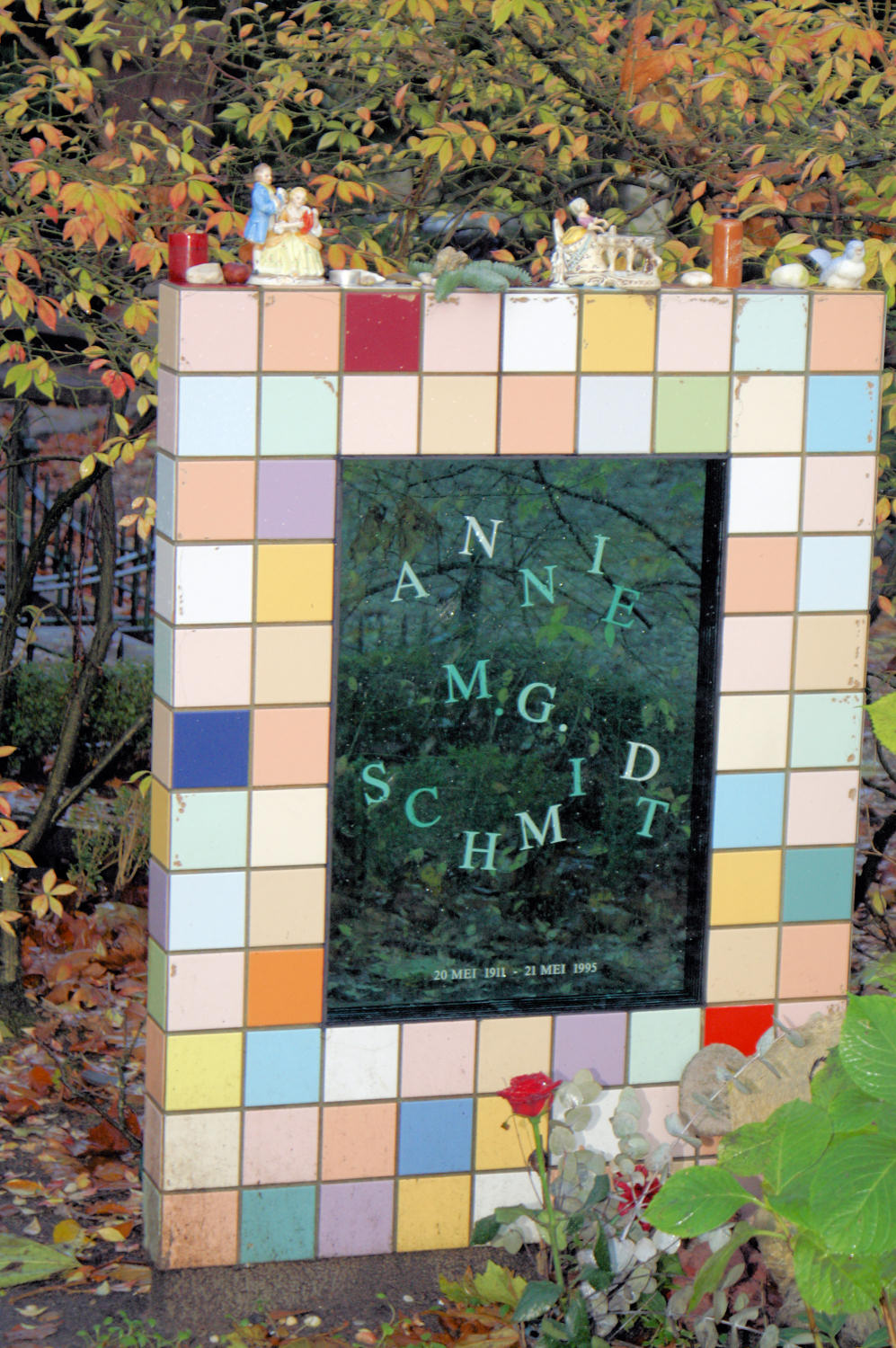
Túmulo de Annie M. G. Schmidt

Sua vida tornou-se tema de peças de teatro em 2003 e 2009, o seu trabalho continua a ser impresso, e suas peças ainda são executadas (como Er valt een traan op de tompoes, de 1980, uma peça que discute a eutanásia, encenada novamente em 1999).